# Abbaye Sainte-Marie de Rawaseneng
L'abbaye Sainte-Marie de Rawaseneng est un monastère de moines trappistes situé dans le village de Ngemplak (id) (Kandangan, kabupaten de Temanggung), dans la province de Java central, en Indonésie. Fondée en 1953, l'abbaye compte trente-cinq moines en 2015. 

## Localisation
L'abbaye de Rawaseneng est située au centre de l'île de Java, à environ trente-cinq kilomètres au sud-ouest de Semarang, dans une région vallonnée à environ 680 mètres d'altitude,. L'abbaye est située dans le village de Ngemplak (id), à l'est des habitations. Les plantations exploitées par les moines sont pour leur part situées au sud du hameau.

## Histoire

### Fondation

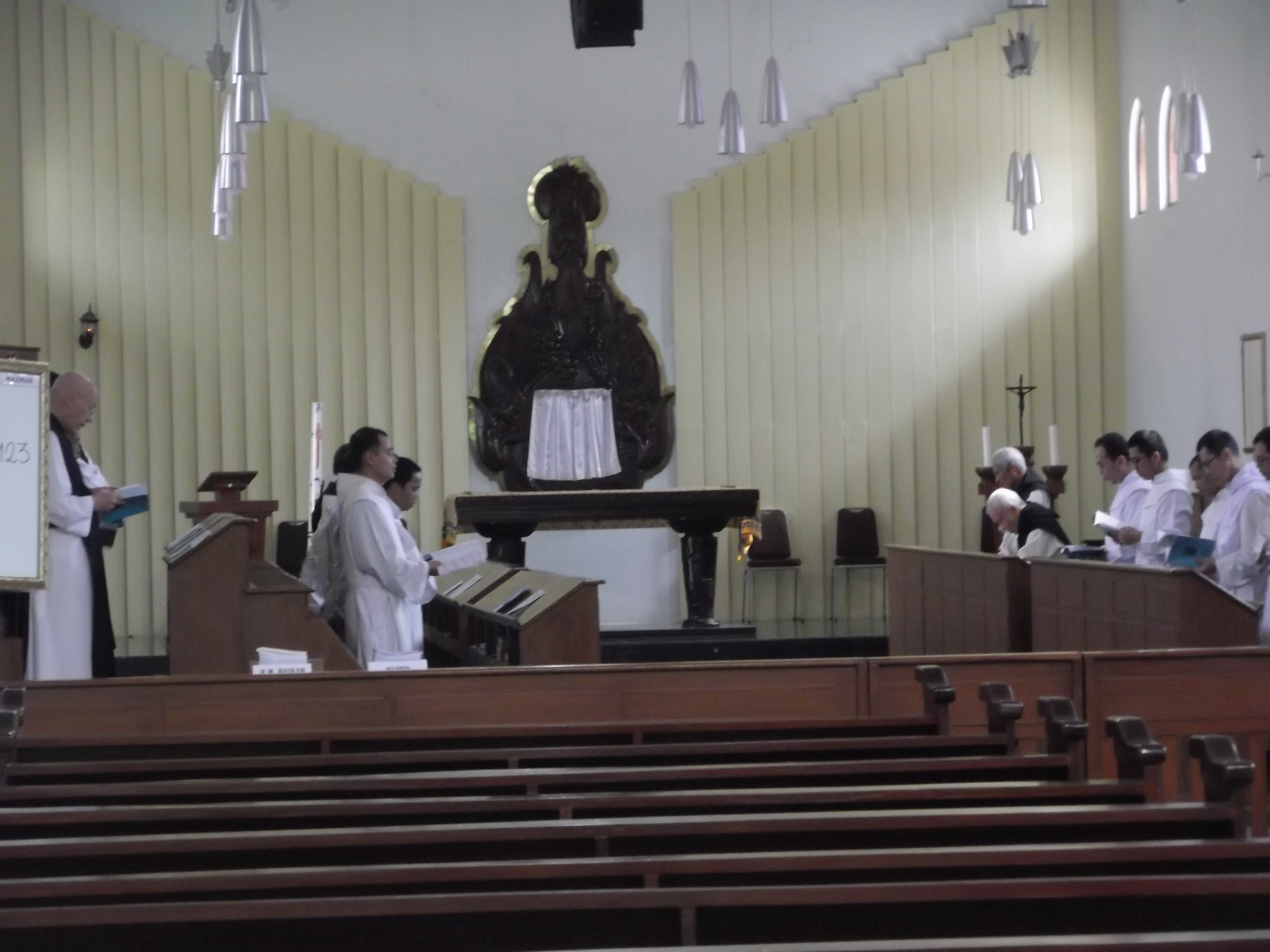
Office de terce en avril 2016 à l'abbaye de Rawaseneng.

En 1950, le frère Bavo Van der Ham, un moine de l'abbaye de Koningshoeven aux Pays-Bas est envoyé en Indonésie pour étudier la faisabilité d'une fondation trappiste dans ce pays. Il visite plusieurs sites dans la partie centrale de Java, avant de se fixer dans la région de Rawaseneng. Le site lui-même abritait anciennement une école d'agriculture comprenant un internat, ainsi qu'un monastère, mais l'ensemble des bâtiments est brûlé et rasé durant la révolution nationale indonésienne en 1948.
Après que le père Bavo l'a rendu à nouveau habitable, le site de Rawaseneng est proposé, et l'abbé de Koningshoeven Willibrord van Dijk le visite en 1952 et y mène un réunion avec les responsables catholiques du lieu pour former un comité d'établissement du monastère. Le chapitre général l'autorise à mener le projet. Les travaux du premier ermitage commencent le 18 août 1952 et s'achèvent le 1er avril 1953.
Le 4 mars 1953, quatre moines supplémentaires sont envoyés de la maison-mère, fondant ainsi officiellement Rawaseneng,.

### Développement

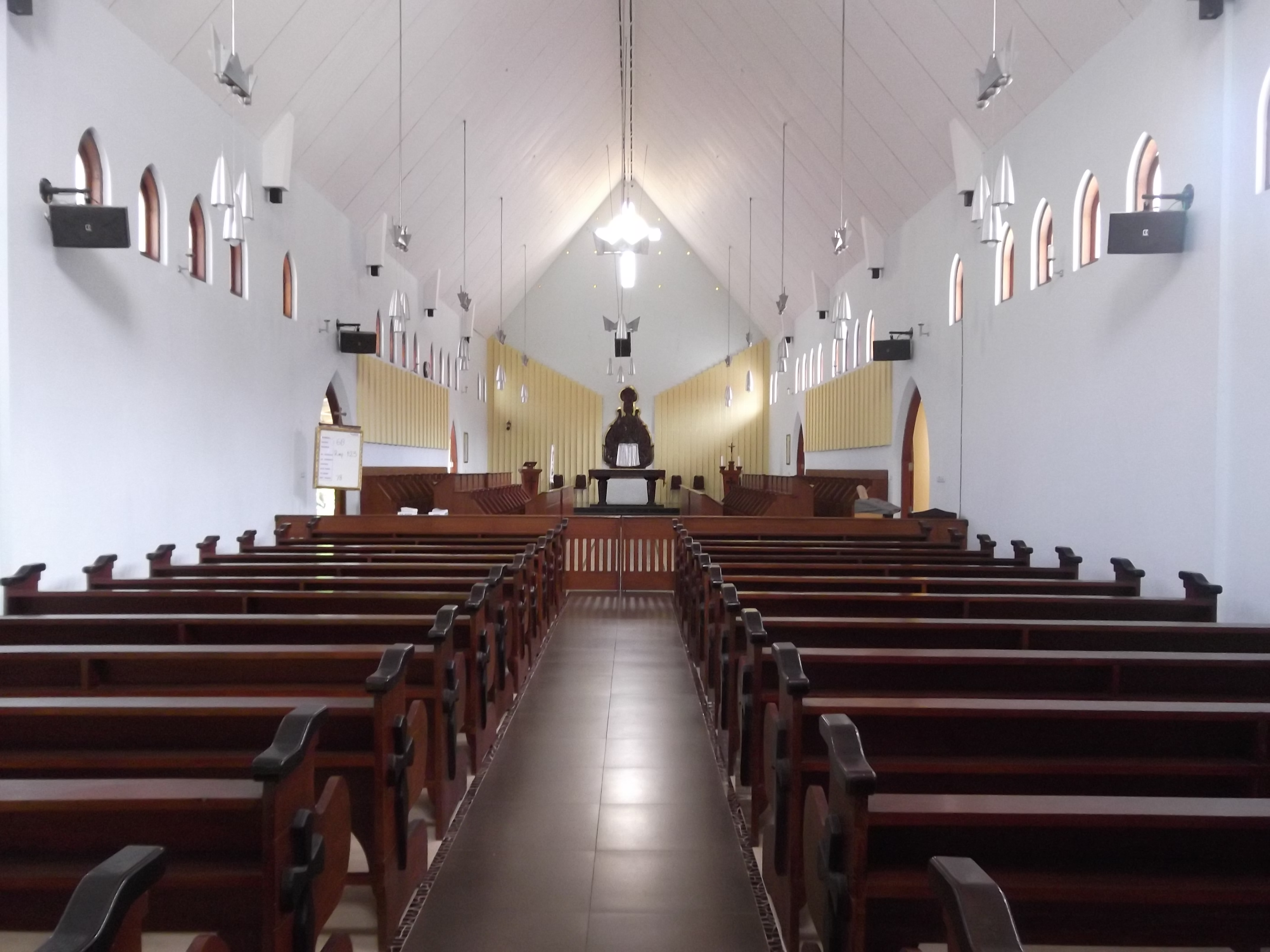
L'intérieur de l'église abbatiale.

Le noviciat est ouvert dès le 19 août 1954, ouvrant ainsi la voie à un recrutement local. Au début de l'année 1958, avec de nombreuses difficultés administratives, trois autres moines européens sont admis à l'abbaye ; le 24 mai de cette même année, la fondation est officiellement érigée en prieuré. Mais, toujours à cause de problème administratifs, l'abbé de la maison-mère n'est autorisé à venir à Rawaseneng que sept mois plus tard. La première élection du prieur ne peut donc être faite que le 27 décembre 1958 ; c'est le fondateur Bavo Van der Ham qui est élu prieur. En 1961, en butte à des difficultés importantes, la communauté est aidée par Aelred et Maur, deux religieux venus de New Melleray, aux États-Unis.
De 1959 à 1963, la messe dominicale attire environ cent villageois des environs chaque semaine. Les relations entre la communauté monastique et les habitants de la région sont bonnes, notamment grâce au bénévolat médical des frères trappistes qui soignent plusieurs dizaines de patients chaque jour. Toutefois cette interaction avec la population ne correspond pas à la vocation contemplative de l'ordre cistercien, et les moines cherchent une communauté qui puisse les relayer dans cette tâche. Après avoir essuyé de nombreux refus à cause de l'isolement du lieu, ils finissent par rencontrer les sœurs dominicaines, alors implantées à Cimahi, qui acceptent d'envoyer une équipe. Les deux premières sœurs, Beata et Bernadete, arrivent en 1962. Leur propre lieu communautaire est construit en mars 1963, et le dispensaire, nommé « salle médicale de Fatima », opérationnel le 13 mai de la même année.
Le prieuré est érigé canoniquement en abbaye le 23 avril 1978. En 1987, une abbaye-fille abritant une communauté trappiste féminine est fondée à Gedono, également dans la province de Java central. En 2009, la communauté s'est fortement accrue et compte trente-quatre moines.

### Liste des prieurs puis abbés
- Bavo van der Ham, supérieur du 1er avril 1953 au 27 décembre 1958, puis prieur de cette date au 17 juin 1963.
- Franz Harjawiyata, supérieur ad nutum du 17 juin 1963 au 1er décembre 1966.
- Willibrord van Dijk, supérieur ad nutum du 1er décembre 1966 au 11 mars 1968.
- Bavo van der Ham, supérieur ad nutum du 11 mars 1968 au 25 juillet 1970 puis prieur de cette date au 18 avril 1976.
- Franz Harjawiyata, supérieur ad nutum du 18 avril 1976 au 28 décembre 1976, prieur de cette date au 23 avril 1978 puis abbé de cette date au 1er octobre 2006[7].
- Aloysius Gonzaga Rudiyat (id), élu abbé le 19 octobre 2006, mais qui n'était pas prêtre ; le 5 janvier 2007, il est ordonné diacre, le dendemain prêtre, et officiellement installé comme abbé le jour même.

## La communauté dans le village
Le développement économique du monastère, dont les possessions s'étendent sur 178 hectares, profite largement au village, avec 144 villageois employés aux divers secteurs économiques de l'abbaye, notamment la culture, la récolte et la transformation du café, mais aussi la gestion des troupeaux de vaches laitières et de porcs, et la confection de cookies,.
Les moines ont également favorisé un développement technologique, avec l'installation d'une centrale hydroélectrique comptant deux turbines.
Par ailleurs, l'abbaye octroie des bourses (63 en 1995) aux enfants du village pour qu'ils puissent mener des études plus avancées ; elle aide les résidents en cas de catastrophe naturelle, notamment dans les fréquents cas de glissements de terrain. Une assistance médicale continue d'être fournie, ainsi que des aides au logement et à l'emploi, des rations de riz, d'huile, de vêtements, de café, des aides aux personnes âgées, des prêts en espèces, des ajustements salariaux pour les travailleurs les plus précaires, enfin l'organisation de célébrations religieuses catholiques ou musulmanes. L'Islam rassemblant environ les deux tiers de la population du village, les trappiste se sont également investis dans le dialogue interreligieux.